# HTC Sonata
HTC Sonata（研發代號），是台灣宏達電公司所推出的智慧型手機，HTC Typhoon系列第三款。Feeler的簡化版，沒有攝像頭，2004年11月於歐洲首度發表。客製版本T-Mobile SDA。

## 技術規格
- 處理器：TI OMAP730 200MHz
- 作業系統：Windows Mobile 2003 SmartPhone Second Edition
- 記憶體：ROM：64MB，RAM：32MB
- 尺寸：107.7 毫米 X 46.8 毫米 X 19.5 毫米
- 重量：102g（含電池）
- 螢幕：QCIF 解析度、2.2 吋 TFT-LCD 螢幕
- 網路：GSM/GPRS
- 藍牙：Bluetooth 1.1
- 電池：1050mAh充電式鋰或鋰聚合物電池

## 外部連結
- HTC（页面存档备份，存于）
- Qtek
- Dopod